# Bernhard Grotzeck
Bernhard Grotzeck (* 30. August 1915 in Insterburg, Ostpreußen; † 30. August 2008 in Pewsum) war ein ostfriesischer Maler und langjähriger Vorsitzender des ostfriesischen Bezirksverbandes des Bundes Bildender Künstler (BBK). Beruflich arbeitete er bis zu seiner Pensionierung 1980 als Beamter in der Finanz- und Steuerverwaltung Emden.

## Leben

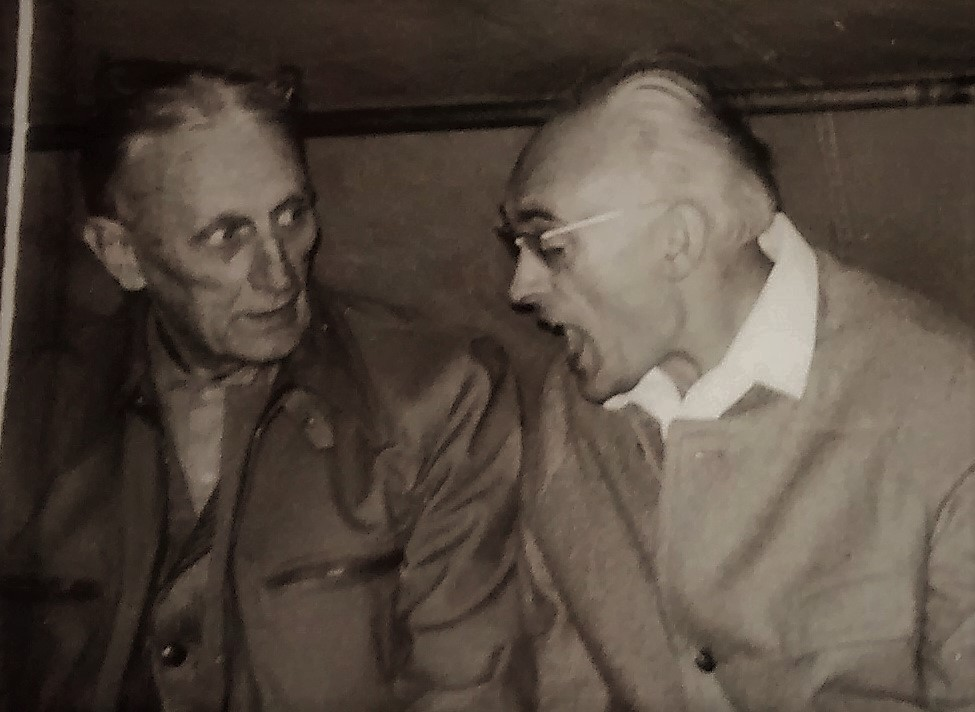
Grotzeck (rechts) im Gespräch mit Hans Trimborn (um 1970)

Bernhard Grotzeck entstammte einer preußischen Beamtenfamilie. Sein Vater Wilhelm Grotzeck arbeitete als Kanzlist beim Landgericht Insterburg. Bernhard Grotzeck besuchte das örtliche Gymnasium, das er 1935 mit der Reifeprüfung absolvierte.
Bereits in seiner Jugend beschäftigte sich Grotzeck mit der Malerei und anderen Bereichen des Kunstschaffens. Sein Onkel unterwies ihn in den Fächern Zeichnen und Malen. Auch nahm er an Kunstseminaren teil und suchte schon früh den Kontakt und die Zusammenarbeit mit anderen Malern, Graphikern und Bildhauern. Das geplante Studium an der Kunstakademie Königsberg blieb ihm allerdings aufgrund der Zeitumstände verwehrt. Grotzeck wurde nach der Schule zum Reichsarbeitsdienst und anschließend zum Kriegsdienst einberufen. Gegen Ende des Zweiten Weltkrieges geriet Grotzeck für kurze Zeit in Kriegsgefangenschaft und wurde 1945 von den Niederlanden aus nach Ostfriesland entlassen. Ab 1948 wohnte er in Norden (Ostfriesland), wo er seinen Lebensunterhalt als freischaffender Künstler zu verdienen suchte. Hier fand er auch Kontakt zur Freiwirtschaftsbewegung Silvio Gesells und engagierte sich in deren parteipolitischem Zweig, der Radikal-Sozialen Freiheitspartei, für die er 1949 im Wahlkreis 26 für den ersten Deutschen Bundestag kandidierte. In Norden heiratete er auch seine Ehefrau Milli, geborene Hasbargen. Mit ihr verband ihn eine lebenslange Ehe, aus der drei Kinder hervorgingen.
1953 wurde Bernhard Grotzeck als Beamter bei der Finanz- und Steuerverwaltung in Emden übernommen. 1958 erfolgte der Umzug der Familie in die ostfriesische Hafenstadt, die in der Folgezeit zum Zentrum seines künstlerischen Schaffens werden sollte. 1973 schloss sich Grotzeck der ostfriesischen Sektion des Bundes Bildender Künstler (BBK). 1981, ein Jahr nach seiner Pensionierung, wurde er zum Vorsitzenden des BBK gewählt. Er verblieb in dieser Funktion bis 1992.

## Werk
Grotzecks Werk umfasst 2700 Titel, von denen sich rund 150 im Besitz der Familie befinden. Eine Auswahl seines Werkes vermachte der Künstler kurz vor seinem Tod der Ostfriesland-Stiftung der Ostfriesischen Landschaft. Zu den 232 Bildern gehören Zeichnungen, Aquarelle sowie Öl- und Dispersionsarbeiten.
Motive der Werke Bernhard Grotzecks sind vor allem ostfriesische Landschaften, Stillleben sowie Porträts von Familienmitgliedern und Szenen aus dem Familienleben. Daneben befasste er sich mit satirischen Themen. Bilder und Zeichnungen dieses Genres entwickelten sich nach seiner Pensionierung zu seinem Hauptarbeitsgebiet und wurden über die Grenzen Ostfrieslands hinaus bekannt.

### Ausstellungen
Bis 1968 stellte Bernhard Grotzeck hauptsächlich in Ostfriesland aus. 1977 nahm er mit seinen satirischen Arbeiten an einer internationalen Ausstellung im Haus des Humors im bulgarischen Gabrowo teil und erhielt dort die Bronzemedaille für sein künstlerisches Schaffen. Zwei Jahre später war er mit einem Teil seiner Werke ein zweites Mal im Haus des Humors, wo bis heute einige seiner Satire-Zeichnungen ausgestellt sind. Seit 2009 stellt das Leeraner Haus der Kunst Bilder von Grotzeck aus. Es handelt sich dabei um Leihgaben der Ostfriesland-Stiftung.
Weitere Bilder befinden sich in den Niedersächsischen Ministerien für Wissenschaft und Kunst sowie für Europaangelegenheiten. Die Ostfriesische Graphothek ist im Besitz von 8 Landschaftsbildern und einer satirischen Arbeit. Auch der Landkreis Aurich ist Eigentümer einiger Werke Grotzecks.

### Würdigungen
1993 wurde Bernhard Grotzeck für sein künstlerisches Gesamtwerk mit dem Indigenat der Ostfriesischen Landschaft geehrt.